# Samoa Americana en los Juegos Olímpicos de Barcelona 1992
Samoa Americana estuvo representada en los Juegos Olímpicos de Barcelona 1992 por tres deportistas masculinos que compitieron en dos deportes.
El equipo olímpico samoamericano no obtuvo ninguna medalla en estos Juegos.